# A Bug's Life (videojoc)
A Bug's Life és un videojoc basat en la pel·lícula A Bug's Life de Disney/Pixar. Va ser llançat en diversos sistemes el 1998 i 1999.
La major part del repartiment principal de la pel·lícula van reutilitzar els seus papers en el joc, amb excepció de Julia Louis-Dreyfus, Kevin Spacey i Denis Leary, que van ser reemplaçats per Jodi Benson, Andrew Stanton i Nick Jameson com a princesa Atta, Hopper i Francis, respectivament. Tot i que la pel·lícula era la representació teatral final de Roddy McDowall, el joc va ser el seu treball final abans de la seva mort.

## Jugabilitat
A Bug's Life és un joc de plataformes amb diferents objectius en cadascun dels 15 nivells. La majoria dels objectius tracten de fer que el personatge principal, Flik, faci esdeveniments que coincideixin amb la història de la pel·lícula. Quan el jugador acaba un nivell, aquest jugador pot passar al següent nivell. Cada nivell comença amb una curta animació de la pel·lícula. Si el jugador recull tots els elements de bonificació en un nivell, es desbloqueja una escena de bonificació. Els articles de bonificació inclouen 50 peces de gra, quatre lletres que es llancen F-L-I-K (similar a les versions de Nintendo 64 i PlayStation Disney's Tarzan) i acabant permanentment cada error enemic. Els telescopis flotants guien el jugador a través de cada nivell.
Al llarg de cada nivell hi ha una gran varietat de llavors. Algunes llavors estan enterrades parcialment a terra. Aquestes llavors poden ser transformades per Flik en un tipus específic de planta que pot ajudar-li a resoldre problemes en els nivells. Flik pot augmentar el nombre de plantes que pot créixer recollint fitxes de colors disperses per tots els nivells, amb un color testimoni que determina quin tipus de planta es pot conrear amb ell.
Es pot obtenir a través dels nivells d'una sèrie de baies que es poden llançar als enemics per matar-los. Quant de temps els enemics romanen morts, una vegada colpejats, depèn del tipus de baia que Flik ho faci. El jugador comença cada nivell amb la baia vermella. Hi ha dues maneres de recollir la baia súper, la baia a casa, la baia de busseig mega i la baia d'or: (1) trobant la baia real en algun lloc del nivell o (2) recollint fitxes de color porpra, convertint una llavor de color porpra i obrint-la i l'obtenció de la baia resultant d'aquesta manera. Cal un testimoni porpra per obtenir una baia super de llavor, dues fitxes de color porpra per obtenir una baia de tornada, tres fitxes de color porpra per obtenir una mega berry i quatre fitxes de color porpra per obtenir una baia d'or. Alguns nivells no contenen certes baies; L'única manera d'aconseguir aquestes baies és recollir suficients fitxes de porpra per obtenir aquesta baia d'una llavor.
La màquina de gra de Flik està present en determinats nivells. Si el jugador troba la màquina i el posa en marxa, destruirà gairebé qualsevol enemic (no pot derrotar els cucs, coques i centpeus) que es posin en contacte amb ell. La màquina també és útil per recollir el gra en rangs distants. Quan Flik es troba a la màquina, no pot saltar.

## Rebuda
A Bug's Life va rebre revisions generalment desfavorables. El lloc web de revisió GameRankings va donar la versió de Nintendo 64 un 54,40%, la versió de PlayStation 55,73% i la versió de Game Boy Color 36,63%. GameSpot va donar a la versió de PlayStation 2,7 sobre 10, i va concloure que era "obvi que Disney estava més interessada en produir un anunci de 40 dòlars per a la seva pel·lícula que en desenvolupar un joc jugable". No obstant això, el mateix lloc web va donar posteriorment a la versió de Nintendo 64 una puntuació de 6,1 sobre 10, afirmant que "els nens que volen reviure la diversió de la pel·lícula han d'estar satisfets amb la senzillesa del joc." IGN Entertainment va donar a la versió de Nintendo 64 un 6,8 de 10, lloant la presentació i el so afirmant que tenia un "aspecte alegre i semblant a la pel·lícula del mateix nom" amb "alegre, cançons felices i efectes de so forts" però va criticar el joc dient que els controls eren lents amb el "framerate" i "la cansada mecànica de joc" mentre donaven a la versió de PlayStation un 4 de 10, criticant el joc com a lent i incòmode, però lloant la presentació com a cinemàtica. El mateix lloc més tard va donar a la versió de Game Boy Color una puntuació de tres sobre deu, anomenant-lo "curt i repetitiu" i "per sota de la mitjana".
Daniel Erickson va repassar la versió de Nintendo 64 del joc per a Next Generation, qualificant-la d'una estrella sobre cinc, i va dir que "de qualsevol manera la tallessis, això és una merda."